# Yesün Temür
Yesün Temür (em língua mongol: Есөн Төмөр ᠶᠢᠰᠦᠨ ᠲᠡᠮᠦᠷ; chinês tradicional: 也孫鐵木兒, 1293 – 15 de agosto de 1328) foi bisneto de Kublai Khan e imperador da dinastia Yuan da China de 1323 a 1328. Além de Imperador da China, é considerado o 10.º Cã dos Mongóis, embora apenas nominalmente devido à divisão do Império Mongol. Na historiografia chinesa, Yesün Temür, conhecido por seu apego às tradições dos mongóis, é comumente referido como Imperador Taiding da dinastia Yuan (chinês: 元泰定帝), com base no nome de sua primeira era. Seu nome significa "nove ferros" em língua mongol.
Provavelmente foi o imperador visitado pelo frade franciscano Odorico de Pordenone, que deixou um excelente relato de suas viagens.

## Primeiros anos
Yesün Temür nasceu na Mongólia em 1293 como filho de Gammala, o filho mais velho de Zhenjin, presumido herdeiro de Kublai Khan. Após a morte de Zhenjin, Gammala foi nomeado Jinong (jinwang, 晉王) em 1292, mas perdeu a sucessão para seu irmão mais novo Temür. O título de cã foi assumido por Temür, Darmabala e seus descendentes, deixando Gammala e Yesün Temür fora da disputa. Como Jinong, Gammala governava as estepes ao norte do Deserto de Gobi e venerava Genghis Khan no Quatro Grandes Ordos. Com a morte de Gammala em 1302, Yesün Temür assumiu como Jinong.
Durante os reinados de Kulug Khan, Ayurbarwada e Gegeen Khan, Yesün Temür, com grande feudo e exército poderoso nas estepes, tornou-se um dos príncipes mais respeitados e líder incontestado entre os nobres da região.

## Ascensão ao trono
Em 1323, após o assassinato do imperador Shidebala por Tegshi e Esen Temur, Yesün Temür foi saudado como sucessor. A história oficial relata que ele tentou avisar o imperador da conspiração, mas a mensagem chegou tarde demais. Embora beneficiado, é provável que tenha participado do complô. Após receber o selo imperial dos conspiradores, foi proclamado cã às margens do Rio Kherlen. Posteriormente, mandou executar os conspiradores e reprimiu rebeliões em Khanbaliq e Xanadu.
Apesar das pressões para punir todos os aliados de Tegshi e Temuder, recusou-se a ampliar os expurgos, decretando anistia e devolvendo os bens confiscados às famílias dos executados.

## Administração
O império é uma família da qual o imperador é o pai.— Yesün Temür Khan, c. 1324, A História da Dinastia Yuan

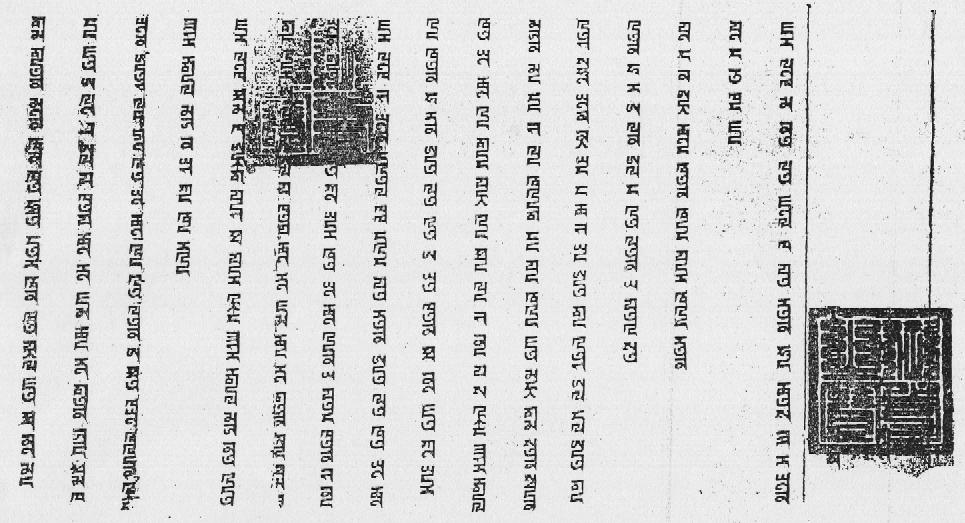
Edito de Yesün Temür

Buscando legitimidade, Yesün Temür tentou angariar apoio entre os han, respeitando tradições confucionistas. Contudo, os muçulmanos e mongóis predominavam no governo. Dawlat Shah tornou-se figura central, acumulando funções administrativas e militares. Comerciantes aliados mongóis prosperaram sob seu governo, sendo isentos de corveia e recompensados com promessas em troca de bens de luxo.
Denunciou o luxo excessivo da corte e, em 1326, recebeu guepardos enviados por Ozbeg Khan, aos quais retribuiu com ouro e seda. Dividiu o império em 18 departamentos, tentando conter abusos cometidos por lamas nas províncias. Por fim, proibiu a entrada desses religiosos na China. Também negligenciou o antigo culto celeste mongol.
Yesün Temür faleceu repentinamente em 15 de agosto de 1328. Seu filho Ragibagh foi proclamado imperador, mas foi deposto três meses depois por Jayaatu Khan Tugh Temür durante a Guerra das Duas Capitais.

## Família
Pais:
- Pai: Gammala (甘麻剌; 1263 – 8 de fevereiro de 1302), filho de Zhenjin, recebeu postumamente o título de Imperador Renxiaoguangsheng (光圣仁孝皇帝)
- Mãe: Buyan Kelmish (普顏怯里迷失王妃), recebeu postumamente o título de Imperatriz Xuanyishusheng (宣懿淑圣皇后)

Consortes e descendência:
- Imperatriz Babukhan (八不罕皇后), do clã Hongjila (弘吉剌氏) de Khonggirat
  - Ragibagh Khan, Cã (元天顺帝阿剌吉八), 1.º filho
- Imperatriz Yilianzhenbala (亦怜真八剌皇后)
- Imperatriz Sadabala, do clã Khorchin Borjigin (撒答八剌皇后), sobrinha de Yesün Temür
- Imperatriz Bihan (必罕皇后), do clã Hongjila (弘吉剌氏)
- Desconhecidas:
  - Batma Irgenbü, Príncipe de Jin (晋王 八的麻亦兒間卜), 2.º filho
  - Söse, Príncipe Herdeiro (小薛 太子), 3.º filho
  - Yüdan Zanbü, Príncipe Herdeiro (允丹藏卜太子), 4.º filho